# Danmarks runeindskrifter 355B
Runinskrift DR 355B är en runsten, eller möjligen en gravhäll, som satt inmurad i Getinge kyrka, Getinge socken och Halmstads kommun i Halland. 
Stenen är 150 cm hög, 50 cm bred och 30 cm tjock. Materialet är granit och hällen som blivit avslagen avsmalnar något och blir tunnare uppåt. Den vilar på en huggen stensockel och var inmurad i kyrkans äldsta del, ett tjockt murparti i väster som uppfördes senast kring 1200. Ornamentalt är den ovanlig med osymmetriska slingor likt en guppande våg, med ett klot mitt i våggropen, vilket är placerat på bildytans övre högra del. Under vågen står hela runraden bortsett från "efter Åke" som är placerat för sig överst till vänster. Mellan vågen och "efter Åke" står en långbent vadarfågel och nere i vänstra hörnet hänger en stor, märklig blomma. En annan uppfattning av motivet är ett fabeldjur med korta framben, en fågelfigur, en blomfigur samt längs ytterkanterna repstavar. Mellan blomman och fågeln är en cirkel i ett korsat kors och intill detta ytterligare ett mindre kors, dock utan cirkel. I högra nedre kanten är en palmettbladad triskele eller treuddigt ornament och runorna i f sitter som en signatur ytterst i högra hörnet. Stenen är ristade på både fram- och baksidan och den från runor översatta inskriften lyder enligt nedan:  

## Inskriften
Translitterering av runraden:
§A rantr (·) (l)i(t) : ræisa · stain · þ... ¶ æ-... ¶ toi a(k)ia----
§B æinar · iok · ru...
Normalisering till rundanska:
§A Randr let ræisa stæin ... ... ... ...
§B Æinar hiog ru[nar].
Översättning till nusvenska:
Rand lät resa sten denna efter Åke.